# Atya innocous
Atya innocous е вид ракообразно от семейство Atyidae. Видът не е застрашен от изчезване.

## Разпространение
Разпространен е в Американски Вирджински острови, Барбадос, Гваделупа, Гренада, Доминика, Доминиканска република, Куба, Мартиника, Монсерат, Никарагуа, Панама, Пуерто Рико, Сейнт Винсент и Гренадини, Сейнт Лусия, Тринидад и Тобаго и Ямайка.